# المئة يوم
المائة يوم أحيانًا تعرف باسم أيام نابليون المائة وهي التي تحدد الفترة بين عودة الإمبراطور الفرنسي نابليون الأول من المنفى في إلبا إلى باريس يوم 20 مارس 1815 واستعادة الملك لويس الثامن عشر الثانية في 8 يوليو 1815 (لمدة 111 يومًا). شهدت هذه الفترة حرب التحالف السابع،
ومعركة واترلو والحرب النابولية. أول من استخدم عبارة المائة يوم كان محافظ باريس غاسبار كونت شابرول في كلمته الترحيبية بالملك.
عاد نابليون أثناء انعقاد مؤتمر فيينا. في 13 مارس، قبل سبعة أيام من وصوله إلى باريس، أعلنت السلطات في مؤتمر فيينا أن نابليون خارج عن القانون، وفي 25 مارس، أخذت النمسا وبروسيا وروسيا والمملكة المتحدة، القوى العظمى الأربعة والأعضاء الرئيسة في التحالف السابع، على عاتقها بوضع 150,000 جندي في الميدان لإنهاء حكمه، ما مهّد للمعركة الأخيرة في حروب نابليون، وهزيمة نابليون في معركة واترلو، والاستعادة الثانية للمملكة الفرنسية، ونفي نابليون الدائم إلى جزيرة سانت هيلينا البعيدة، حيث توفي في مايو 1821.

## خلفية تاريخية

### نهوض وسقوط نابليون
حرّضت الثورة الفرنسية وحروب نابليون فرنسا ضد تحالفات مختلفة من دول أوروبية أخرى بشكل مستمر تقريبًا من عام 1792 فما بعد. إن إطاحة لويس السادس عشر وإعدامه العلني لاحقًا في فرنسا قد أزعج القادة الأوروبيين الآخرين إلى حد كبير، وتعهدوا بسحق الجمهورية الفرنسية. أتاحت الحروب للنظام الثوري بالتوسع خارج حدوده وإنشاء جمهوريات تابعة له، بدلًا من أن تؤدي إلى هزيمة فرنسا. برز أفضل قائد لدى القوات الفرنسية، نابليون بونابرت، كبطل بعد انتصارها. في عام 1799، نظّم نابليون انقلابًا ناجحًا وأصبح القنصل الأول للقنصلية الفرنسية الجديدة. بعد خمس سنوات، توج نفسه الإمبراطور نابليون الأول.
أزعج صعود نابليون القوى الأوروبية الأخرى بقدر ما أزعجها النظام الثوري السابق. رغم تشكيل تحالفات جديدة ضده، واصلت قوات نابليون غزو معظم أوروبا. بدأت موجة الحرب بالتراجع بعد الغزو الفرنسي الكارثي لروسيا في عام 1812 الذي أدى إلى خسارة كبيرة في صفوف جيش نابليون. في العام التالي، خلال حرب التحالف السادس، هزمت قوات التحالف الفرنسيين في معركة لايبزيغ.
بعد انتصارها في لايبزيغ، تعهدت قوات التحالف بالضغط على باريس وعزل نابليون. في الأسبوع الأخير من شهر فبراير عام 1814، دفع المشير غيبهارد ليبريخت فون بلوشر بقواته إلى باريس. بعد عدة هجمات ومناورات وتعزيزات على كلا الجانبين، انتصر بلوشر في معركة لاون في مطلع مارس 1814 ؛ حال هذا الانتصار دون طرد جيش التحالف شمالًا خارج فرنسا. كان الانتصار في معركة ريمس حليفًا لنابليون، لكن هذا النصر أعقبه هزائم متتالية نتيجة صعوبات جمّة ومتزايدة. دخلت قوات التحالف مدينة باريس بعد معركة مونمارتر في 30 مارس 1814.
في 6 أبريل 1814، تنازل نابليون عن عرشه، ما أدى إلى اعتلاء لويس الثامن عشر سدة الحكم واستعادة بوربون الأولى بعد شهر. نُفي نابليون المهزوم إلى جزيرة إلبا قبالة ساحل توسكانا، في حين سعت قوى التحالف المنتصرة لإعادة رسم خريطة أوروبا في مؤتمر فيينا.

### النفي إلى إلبا
أمضى نابليون 9 أشهر و 21 يومًا فقط في التقاعد القسري المضطرب في إلبا (1814- 1815)، راقب الأحداث في فرنسا باهتمام كبير مع انعقاد مؤتمر فيينا تدريجيًا. كان قد اصطُحِب إلى إلبا من قِبل السير نيل كامبل، الذي أقام هناك أثناء قيامه بواجبات أخرى في إيطاليا، لكنه لم يكن سجّان نابليون. كما توقع نابليون، فقد تسبب انكماش الإمبراطورية الفرنسية العظيمة إلى مملكة فرنسا القديمة باستياء شديد ضمن صفوف الفرنسيين، وشعور غذّته قصص من الطريقة غير اللبقة التي عومِل بها المحاربين القدامى في الجيش الكبير من قِبل أمراء بوربون ومعاملة الشعب ككل من قِبل النبلاء العائدين. كان التهديد المتكافئ هو الوضع العام في أوروبا، الذي أُكِّد عليه واستُنفِد خلال العقود السابقة من الحرب شبه الدائمة.
كانت مطالب القوى الكبرى المتضاربة باهظة للغاية خلال إحدى الفترات لدرجة دفعت الدول في مؤتمر فيينا إلى شفير الحرب. وهكذا، فإن كل قصاصات الأخبار التي وصلت إلى إلبا عن بُعد بدت مواتية لنابليون لاستعادة السلطة إذ استدلّ بشكل صحيح بأن أخبار عودته ستؤدي إلى تصعيد شعبي مع اقترابه. واستنبط أيضًا أن عودة الأسرى الفرنسيين من روسيا وألمانيا وبريطانيا وإسبانيا ستوفر له على الفور جيشًا مدربًا ومحنكًا ووطنيًا أكبر بكثير من ذلك الذي فاز بشهرة في السنوات التي سبقت عام 1814 م. تحدث الملكيون في باريس والمفوضون في فيينا بنبرة التهديد عن ترحيله إلى جزر الأزور أو إلى جزيرة سانت هيلينا، في حين ألمح آخرون إلى الاغتيال.

### مؤتمر فيينا
في مؤتمر فيينا (نوفمبر 1814 - يونيو 1815) كان لمختلف الدول المشاركة أهداف مختلفة ومتضاربة للغاية. أمِل ألكسندر الأول، قيصر روسيا، أن يستحوذ على جزء كبير من بولندا مخلفًا دولة دمية بولندية «دوقية وارسو» كدويلة حاجزة ضد المزيد من الغزو من أوروبا. طالبت الدولة البروسية المتجددة بكل مملكة ساكسونيا. لم ترغب النمسا بالسماح بحدوث أي من تلك الأشياء، في الوقت الذي كانت تتوقع فيه استعادة السيطرة على شمال إيطاليا. اتخذ كاستليرغ ممثل بريطانيا، موقفًا داعمًا لفرنسا (التي مثلها تاليران) والنمسا وكان في خلاف مع برلمانه الخاص. تسبب هذا باندلاع حرب تقريبًا، عندما أشار القيصر إلى كاستليرغ أن روسيا لديها 450000 جندي بالقرب من بولندا وساكسونيا وأبدى استعداده لمحاولة إزالتهم. وبالفعل، صرح ألكسندر «سأصبح ملك بولندا، وملك بروسيا سيصبح ملك ساكسونيا». تواصل كاستليرغ مع الملك فريدرش فيلهلم الثالث ملك بروسيا ليقدم له الدعم البريطاني والنمساوي لضم بروسيا إلى ساكسونيا مقابل دعم بروسيا لبولندا المستقلة. أعاد الملك البروسي تقديم هذا العرض علنًا، مهينًا ألكسندر بشدة لدرجة أنه تحدى أمير ومستشار النمسا، مترنيش إلى مبارزة لم يَحُل دون حدوثها سوى تدخل التاج النمساوي. تم تجنب الخرق بين القوى العظمى الأربعة عندما بعث أعضاء في البرلمان البريطاني إلى السفير الروسي بأن كاستليرغ قد تجاوز سلطته، وأن بريطانيا لن تدعم بولندا المستقلة. تركت تلك القضية بروسيا متشككة للغاية من أي تدخل بريطاني.